# هارفي كارب
هارفي كارب (بالإنجليزية: Harvey Karp)‏ هو طبيب أطفال أمريكي، ولد في 1951.

## وصلات خارجية
- الموقع الرسمي